# بادبانک

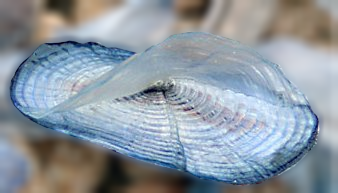
بادبانک.

بادبانک گونه‌ای از جانوران آبزی است که در سطح آب اقیانوس‌ها زندگی می‌کنند. این جانوران هنگامی که برای تنفس به سطح آب می‌آیند باله خود را از آب بیرونِ آورند تا هوا جذب کنند.
نام این جانور در لاتین velella و در انگلیسی little sail است که هر دو به معنی بادبان کوچک است.

## زیستگاه

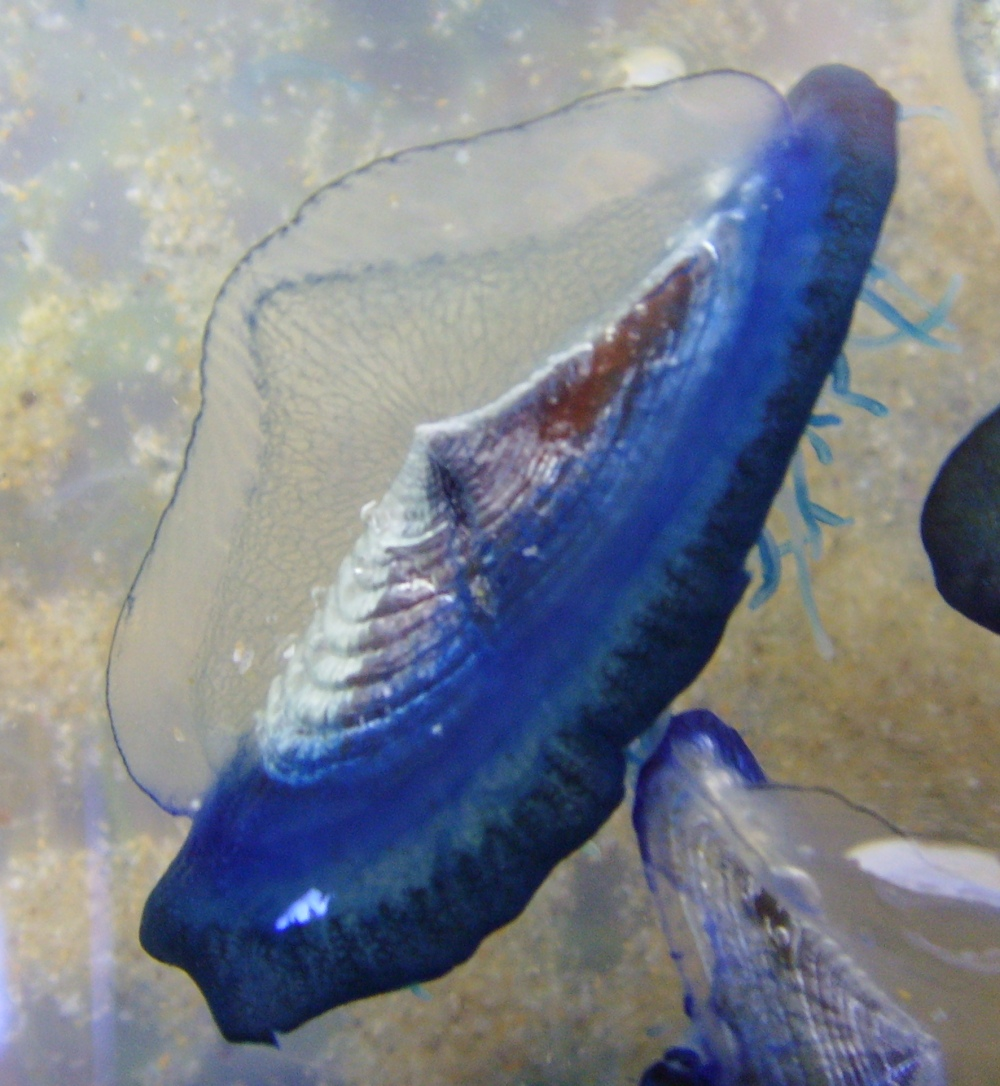
نمای نزدیکی از بادبانک.

بادبانک در آب‌های گرم اقیانوس‌های جهان زندگی می‌کند. آنها در سطح هوا-آب به صورت شناور زندگی می‌کنند. موجودات زنده‌ای که نیمی در آب و نیمی در هوا زندگی می‌کنند را سطح‌آبزی Pleuston می‌نامند.

## چرخه زندگی
چرخه زندگی این جانوران دو قسمتی است. هر کلونی از آنها تمام-نر یا تمام ماده هستند. این جانوران دارای پولیپ‌هایی هستند که غذایی را که از اقیانس گرفته‌اند(پلانکتون) در تمام کلونی پخش می‌کنند.
تولید مثل این جانوران غیر جنسی است بدین صورت که هر کلونی تعداد زیادی جانور تکسلولی تولید می‌کند. جانوران جدیدی که هر کدام یک میلی‌متر طول و ارتفاع دارند پس از چندید هفته رهاسازی می‌شوند.
غذای این موجودات شقایق‌های دریایی است.